# Cyprian Sadowski
Cyprian Sadowski pseud. Skiba (ur. 26 września 1902 w  Osieku nad Wisłą, zm. 28 listopada 1985 w Ciechocinku) – polski lekarz, szef służby sanitarnej Kedywu (Rola-81), major Armii Krajowej, podpułkownik ludowego Wojska Polskiego, Naczelny Lekarz Uzdrowiska Ciechocinek.

## Życiorys
Cyprian Sadowski uczył się od 1913 w szkole handlowej w Mławie, przekształconej (po zamknięciu w latach 1914–1916) w VIII klasowe Gimnazjum Filologiczne. Jako ochotnik brał udział w wojnie polsko-bolszewickiej. Po wojnie wrócił do szkoły, gdzie zdał maturę w 1923 roku, po czym wstąpił do Wojskowej Szkoły Sanitarnej. Studiował na Wydziale Lekarskim Uniwersytetu Warszawskiego. Studia te ukończył w 1929 roku z ósmą lokatą i stopniem doktora wszech nauk lekarskich. Odbył roczny staż w Szpitalu Ujazdowskim w Warszawie.
W 1931 roku został skierowany do 59 Pułku Piechoty Wielkopolskiej stacjonującego w Inowrocławiu, gdzie od 5 stycznia służył jako młodszy lekarz i starszy lekarz w 2 Pułku Artylerii Ciężkiej. Na początku 1933 roku został przeniesiony do Chełma, a 5 stycznia 1934 roku – do Warszawy.
Pracował w 1. Szpitalu Okręgowym im. J. Piłsudskiego pod kierunkiem Kazimierza Sowińskiego (w zakresie chorób wewnętrznych) i Juliana Draca (w zakresie fizykoterapii). W 1936 roku awansował na stanowisko ordynatora Instytutu Przyrodolecznictwa w tym szpitalu. Każdego lata w okresie 1934–1939 otrzymywał zlecenie pełnienia funkcji starszego ordynatora sanatorium w Ciechocinku.
W czasie kampanii wrześniowej dowodził samochodową kolumną sanitarną Armii „Modlin”. W czasie ewakuacji rannych po bitwach pod Mławą i Ciechanowem był ranny w nogę. Wycofał się z niedobitkami Armii „Modlin” aż na Wołyń i w cywilnym ubraniu wrócił 10 października do Warszawy. Pracował w 1. Szpitalu Okręgowym, gdzie uruchomił i następnie kierował Zakładem Fizykoterapii. Ponadto prowadził prywatną praktykę lekarską. W 1940 roku wstąpił do Związku Walki Zbrojnej. Po uformowaniu się struktur sanitarnych Armii Krajowej został lekarzem naczelnym Obwodu Wola Armii Krajowej. Organizował szkolenia sanitariuszek, wykładał anatomię na tajnych kompletach w Szpitalu Ujazdowskim, do którego został przeniesiony w 1941 roku. 
Jesienią 1943 roku został powołany na stanowisko szefa sanitarnego Kedywu Komendy Głównej Armii Krajowej. Jego kandydaturę zatwierdził szef sanitarny Komendy Głównej AK płk dr n. med. Leon Strehl „Feliks”. Sadowski przyjął pseudonim Skiba, a kierowana przez niego jednostka – Rola. Brał bezpośredni lub pośredni udział w wielu akcjach ratowania rannych żołnierzy AK, m.in. uczestniczył w wyprowadzeniu z Praskiego Szpitala Przemienienia Pańskiego dwóch rannych uczestników zamachu na Kutscherę 1 lutego 1944 roku.
W czasie powstania warszawskiego był szefem sanitarnym Zgrupowania „Radosław” na Woli, później pracował w szpitalu powstańczym przy ul. Miodowej. Został ciężko ranny, mimo to przedostał się kanałami na Żoliborz. Po krótkim leczeniu ppłk Mieczysław Niedzielski „Żywiciel”, dowódca obrony Żoliborza, skierował go do Puszczy Kampinoskiej, aby tam zorganizował służbę sanitarną w oddziałach Zgrupowania „Kampinos”. Ponownie został ranny pod Jaktorowem. Po ewakuacji do Krakowa leczył się tam do maja 1945 roku.
W czasie rekonwalescencji od stycznia 1945 roku był pierwszym kierownikiem przychodni lekarskiej PCK przy ul. Grzegórzeckiej.
W czerwcu 1945 roku został powołany do Ludowego Wojska Polskiego, gdzie służył w stopniu podpułkownika, początkowo jako szef oddziału, a później jako naczelny lekarz wojskowego sanatorium w tym mieście. W 1946 roku został na własną prośbę zwolniony z wojska, dalej pracując w Ciechocinku, początkowo jako lekarz zdrojowy, a od września 1960 roku jako naczelny lekarz Uzdrowiska Ciechocinek. W 1970 roku przeszedł na emeryturę, dalej kierując pracownią radiologiczną w Domu Zdrojowym. Pracując w Ciechocinku specjalizował się w chorobach wewnętrznych i w przyrodolecznictwie. Opracował nowe składy maści stosowanych w leczeniu reumatyzmu i paradentozy.
Przez 20 lat był radnym Miejskiej Rady Narodowej w Ciechocinku, prezesem tamtejszej Ochotniczej Straży Pożarnej, wieloletnim prezesem Towarzystwa Przyjaciół Ciechocinka. Inicjował budowę nowych budynków w Ciechocinku, m.in. nowego domu zdrojowego, specjalnej szkoły dla dzieci leczących się w uzdrowisku, itd.).

## Twórczość
Cyprian Sadowski opisał szereg swoich wspomnień z okresu okupacji, m.in:
- Wyboista droga (w: Pamiętnikach lekarzy, 1964, 1968)
- Nieujarzmione miasteczko (Arch. Hist. Med. 1969, nr 1)
- W sanitariacie Kedywu („Przegląd Lekarski”, 1973, nr 1)[3]
- Pamiętnik doktora „Skiby”, we fragmentach drukowany w „Przekroju”[5], a w całości wydany przez Wydawnictwo MON w 1990 roku.

## Awanse
- lekarz porucznik – ze starszeństwem z dniem 1 stycznia  1931 roku[6]
- kapitan – 1935[1]
- major – luty 1944 ze starszeństwem z dniem 11 listopada 1939 roku[3]
- podpułkownik – 1945[3]

## Ordery i odznaczenia
- Krzyż Srebrny Orderu Wojennego Virtuti Militari
- Krzyż Komandorski Orderu Odrodzenia Polski
- Krzyż Kawalerski Orderu Odrodzenia Polski
- Krzyż Walecznych (trzykrotnie)
- Odznaka tytułu honorowego „Zasłużony Lekarz Polskiej Rzeczypospolitej Ludowej”[3]

## Życie rodzinne
Cyprian Sadowski był dziewiątym dzieckiem Pawła, strażnika granicznego, i jego żony Marii z Kielarzów. Ożenił się z Lucyną Zabłocką (1941–?), z którą miał syna Adama (1968–?).
Został pochowany na cmentarzu parafialnym przy ul. Wołuszewskiej w Ciechocinku (sektor N, rząd 1, miejsce 17).

## Upamiętnienie
Dom Zdrojowy w Ciechocinku został nazwany imieniem Cypriana Sadowskiego, o czym informuje wmurowana w nim w 1986 roku tablica pamiątkowa.